# Gouwespoorbruggen

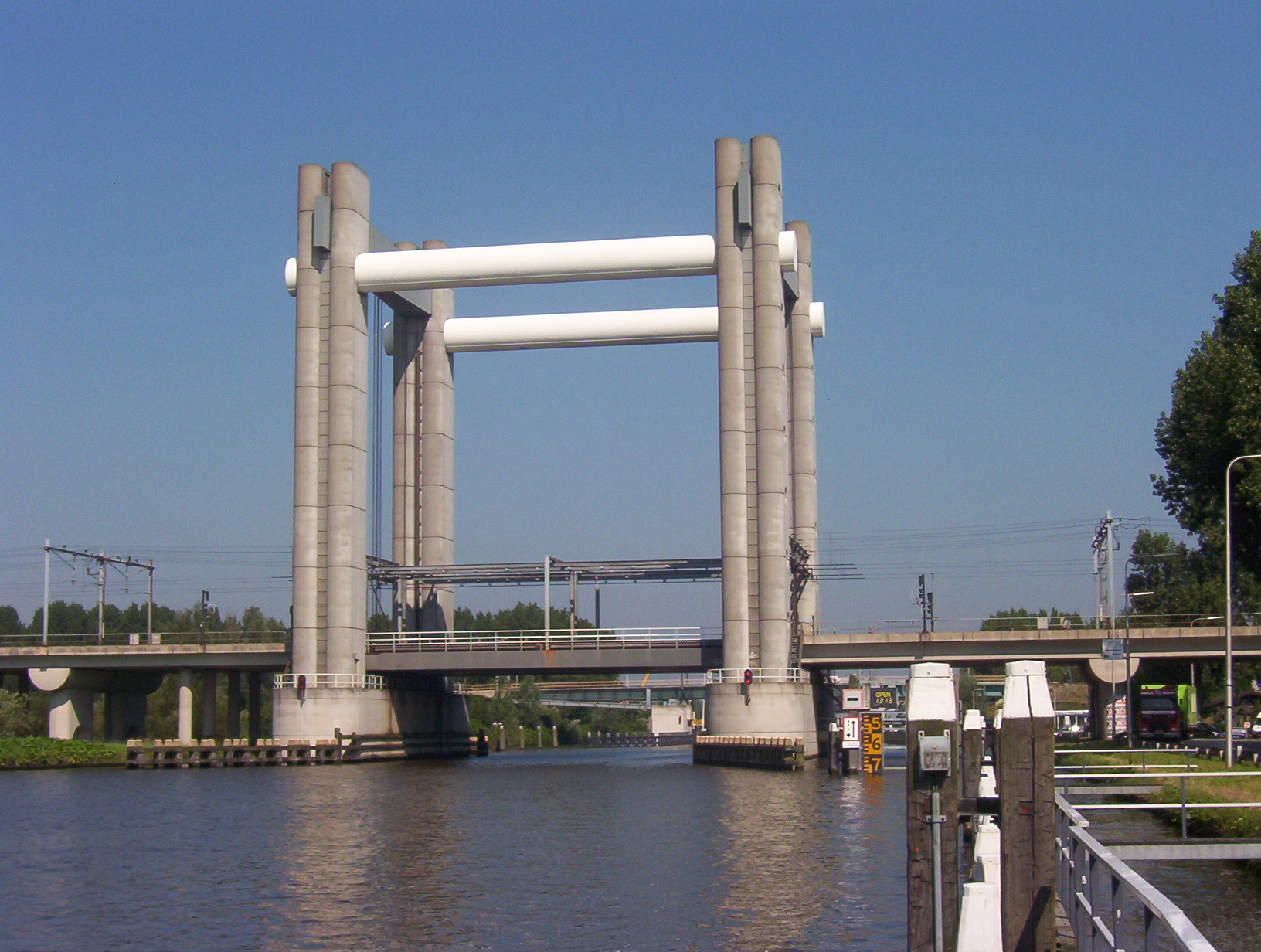
Viersporige hefbrug (de derde Gouwespoorbrug of Hoge Gouwebrug)

Met de Gouwespoorbruggen bedoelt men de twee spoorbruggen over de Gouwe in Gouda in de spoorverbindingen van Gouda naar het westen van Nederland. Gerekend vanaf de Oude Rijn ligt de eerste, noordelijke (Lage Gouwespoorbrug) op 12,21 km en de tweede, zuidelijke (Hoge Gouwespoorbrug) op 12,38 km. Beide bruggen hebben elk één doorvaartopening met een doorvaartwijdte van 25,00 meter, waarbij de doorvaarthoogte in gesloten stand 7,04 m +KP bedraagt. De eerste brug is een draaibrug met onbeperkte doorvaarthoogte, de tweede brug is een hefbrug met in geheven stand een doorvaarthoogte van 34,00 m +KP. De bruggen liggen in de staande mastroute en zijn per marifoon aan te roepen op marifoonkanaal VHF 18.
In deze spoorverbinding zijn in de loop der tijd vier spoorbruggen over de Gouwe gebouwd. Sinds 1997 zijn er twee tegelijkertijd in gebruik.

## De eerste Gouwespoorbrug
De eerste spoorbrug over de Gouwe was gebouwd voor de spoorlijn van Utrecht naar Rotterdam. Deze brug die, ten behoeve van de scheepvaart over de Gouwe, geopend moest kunnen worden, was een draaibrug. Het traject van Utrecht naar Rotterdam werd in 1855 in twee delen in gebruik genomen. In mei werd de spoorlijn van Utrecht naar Gouda geopend. Op 2 augustus 1855 werd door Z.K.H. Prins Hendrik, in aanwezigheid van de ministers van Binnenlandse zaken en Financiën, de gehele lijn plechtig geopend. De spoorbrug ligt ten westen van station Gouda, in het deel van de lijn dat op 2 augustus in gebruik werd genomen.
Tot vijftien jaar eerder was de Zuidplaspolder, waar de lijn doorheen loopt en waar ook de brug ligt, nog een meer met een gemiddelde diepte van ongeveer 4 meter. De aanleg in de slappe veenbodem gaf dan ook de nodige problemen. De lijn is aangelegd met hoofdzakelijk kapitaal van Engelse beleggers. De aannemer was Brassey, eveneens uit Engeland. De spoorlijn werd geëxploiteerd door de Nederlandsche Rhijnspoorweg-Maatschappij, de NRS. De lijn van Utrecht naar Rotterdam was in totaal 32¾ Engelse mijl (52,7 km) lang en de reistijd tussen de beide steden was toen 1 uur en 50 minuten, zonder de haltetijd in Gouda. In 1870 werd Gouda per spoor verbonden met Den Haag, in 1934 met Alphen aan den Rijn. Ook deze beide verbindingen voerden over de eerste spoorbrug.

## De tweede Gouwespoorbrug
Nadat in 1908 de scherpste bochten in de Gouwe waren rechtgetrokken, werd ongeveer honderdzestig meter noordelijk van de eerste brug de tweede spoorbrug gebouwd. Deze brug werd in 1911 in gebruik genomen. Voor de tweede brug diende een geheel nieuw stuk spoordijk te worden aangebracht, dat met bochten aansloot op het bestaande spoor. De nieuwe spoorbrug was hoger dan de vorige, zodat een groter deel van het scheepvaartverkeer er zonder veel hinder onderdoor kon varen. Een groot deel van de binnenvaartvloot, zoals de bekende trekschuit, werd nog gejaagd met paarden- of menskracht. Hiervoor waren voorzieningen aan de bruggenhoofden aangebracht, waarmee de jaaglijn via rollen om de hoeken kon worden geleid.
De tweede brug was driesporig en, net als de vorige, een draaibrug. Ze werd door een brugwachter, met inachtneming van de dienstregeling van de treinen, op vaste tijden geopend. Na de ingebruikname van deze brug werd de eerste spoorbrug gesloopt.

## De derde Gouwespoorbrug
Door het sinds de opening van de tweede brug toegenomen spoorverkeer - de lijn behoort tot de drukste van Nederland - en het toenemende vrachtverkeer over water, was de bestaande brug een knelpunt in de dienstregeling geworden. Er moest daarom een nieuwe, hogere brug worden gebouwd. De huidige Hoge Gouwespoorbrug, met de vier opvallende, ronde, betonnen heftorens, is een hefbrug die dateert uit 1989. Deze viersporige brug ligt op de plaats waar ook de eerste spoorbrug in deze lijn was gebouwd. Het oude zandlichaam van het eerste traject was nog grotendeels aanwezig.
Ook het knooppunt in de spoorlijnen naar Rotterdam, Den Haag en Alphen aan den Rijn vormde in de dienstregeling een knelpunt. Gelijktijdig met de bouw van de hoge spoorbrug werden ten westen van de brug geheel nieuwe ongelijkvloerse kruisingen aangelegd. Na de volledige ingebruikname van de brug, op 10 mei 1993, werd de "tweede" draaibrug uit 1911 gesloopt.

## De vierde Gouwespoorbrug
Het intensieve gebruik van de Hoge Gouwebrug maakte een ontvlechting van de spoorlijn Gouda - Alphen aan den Rijn met de lijnen naar Rotterdam en Den Haag noodzakelijk. Aansluitend op het baanlichaam van de tweede spoorbrug uit 1911 is daarom op 14 december 1997 een nieuwe en hoger gelegen enkelsporige draaibrug in gebruik genomen, de Lage Gouwespoorbrug. Deze brug heeft dezelfde doorvaarthoogte als de hefbrug (beide in gesloten toestand). Deze vierde brug werd gebruikt voor treinen naar Alphen aan den Rijn en Leiden. Sinds er tussen Alphen aan den Rijn en Gouda vier treinen per uur rijden, rijdt de sprinter richting Gouda via de Lage Gouwespoorbrug en de sprinter richting Alphen aan den Rijn via de Hogegouwespoorbrug. Dit is noodzakelijk, omdat de treinen elkaar anders niet ter hooge van de spoorbruggen zouden kunnen kruisen.

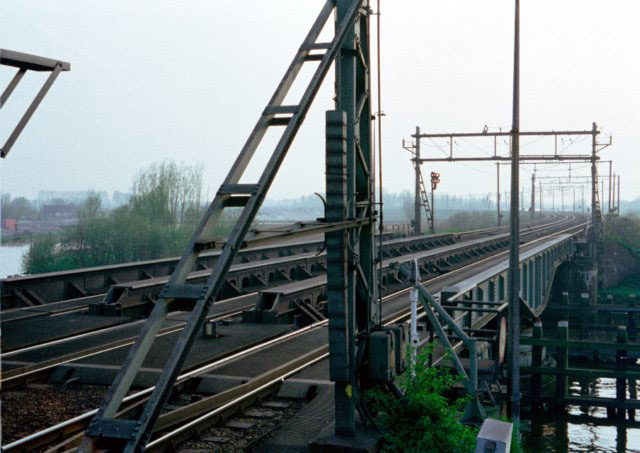
De voormalige driesporige draaibrug, zonder bovenleiding
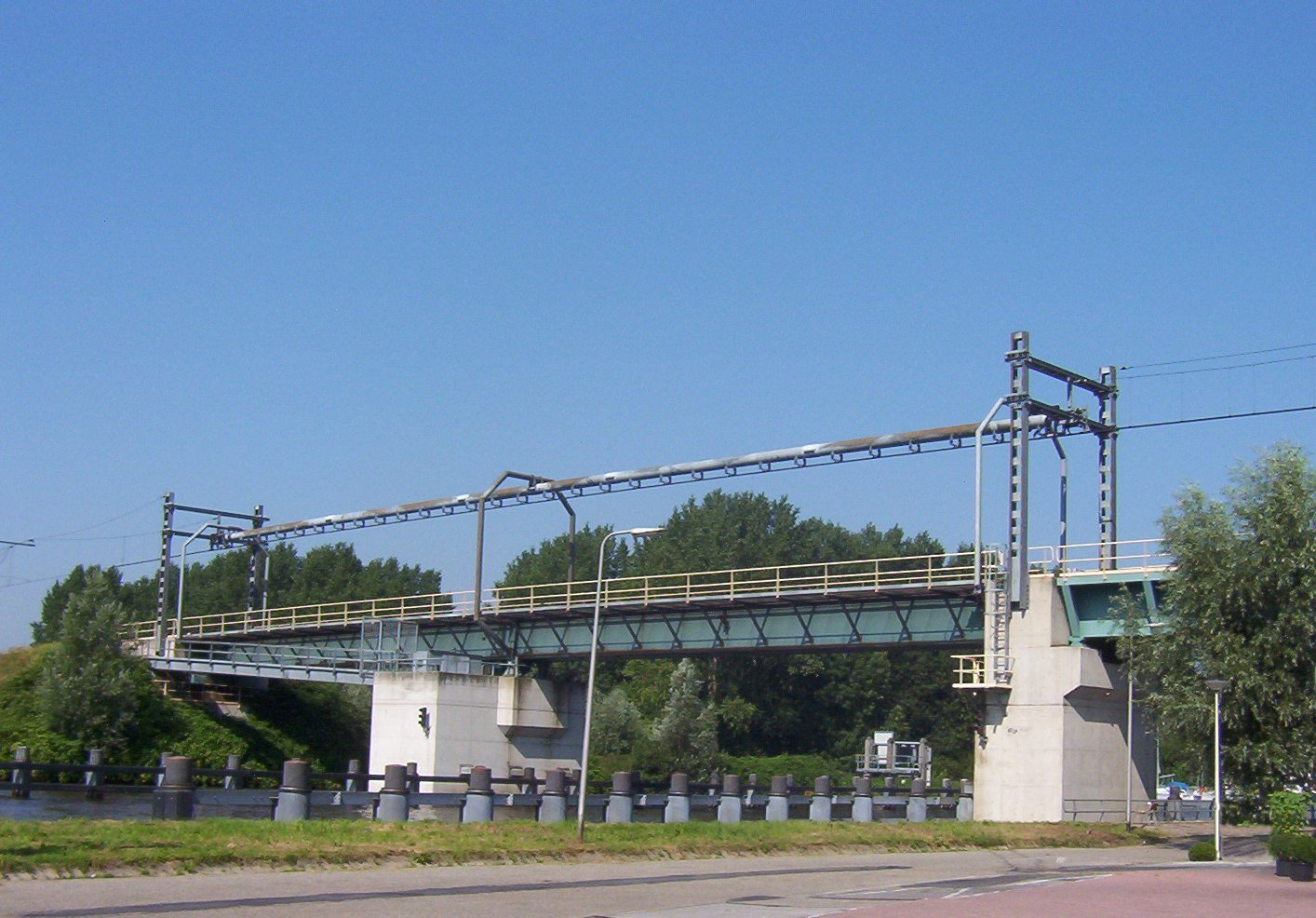
Enkelsporige draaibrug
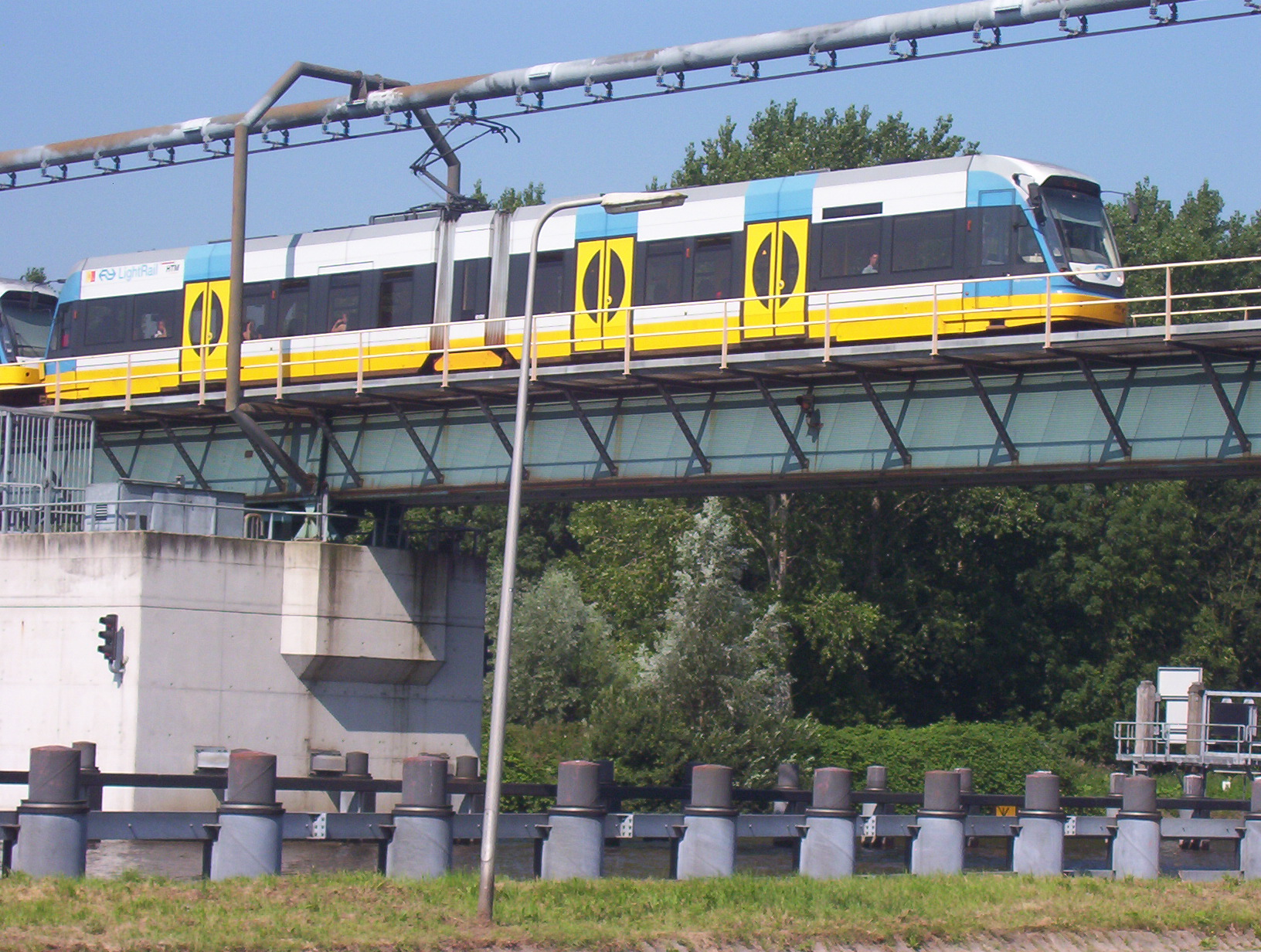
Enkelsporige draaibrug met lightrailvoertuig
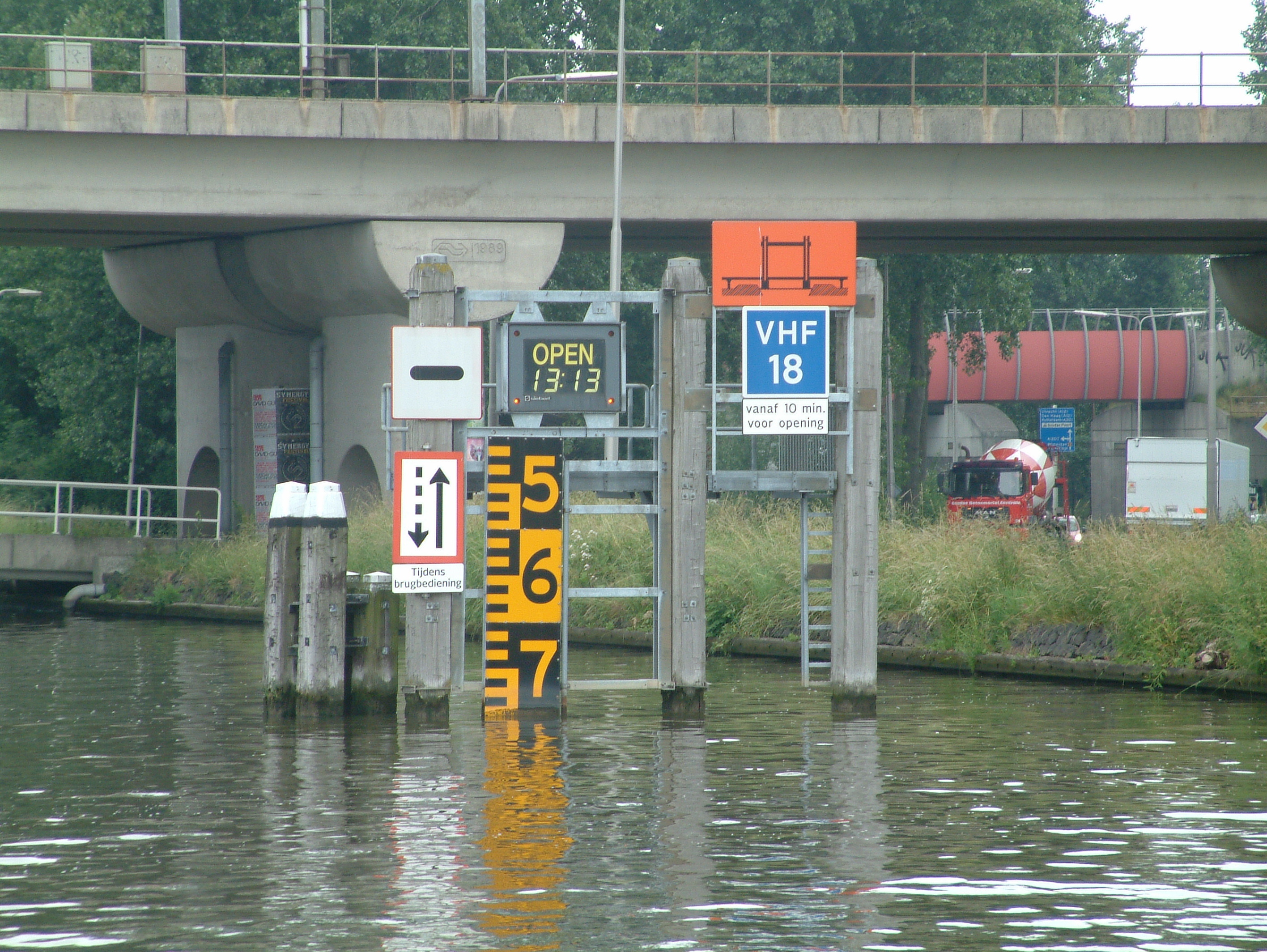
Aanwijzingen voor de gebruikers van de vaarweg